# Biblioteca Poggiana
La Biblioteca Poggiana è la biblioteca dell'Accademia valdarnese del Poggio con sede a Montevarchi.

## Storia
L'attività della Biblioteca Poggiana ebbe inizio a partire dal 1809, con la costituzione di una piccola raccolta di volumi custodita nella sede di Figline Valdarno. Da questa prima raccolta si è sviluppato quello che oggi è il Fondo Antico della biblioteca, costituito da numerose edizioni rare, incunaboli e manoscritti a carattere scientifico-naturalistico, sulla formazione del quale ha influito la presenza del prestigioso Museo, storico-letterario, con particolare rilevanza di materiale relativo al Valdarno Superiore e alla Toscana, e religioso, dovuto al fatto che parte del materiale proviene dal patrimonio soppresso di conventi come il Vivaio dell'Incisa, il convento di Vallombrosa e dei Cappuccini di Montevarchi. A questo fondo antico è da aggiungere il patrimonio legato alla Biblioteca Circolante, istituita nel 1845, i cui volumi erano ammessi al prestito.
Nel 1873 si aggiunsero circa ottomila volumi, per lascito testamentario, del conte Filippo de' Bardi.
Nell'ultimo ventennio la biblioteca si è arricchita di altri fondi, tra cui notevole importanza riveste il “Fondo Toscano”, che raccoglie materiale sulla cultura e la storia toscana, con particolare attenzione al Valdarno Superiore, e che rappresenta la parte in crescita della biblioteca. A questo si aggiungono il “Fondo Generale”, a carattere storico-letterario-artistico, il “Fondo Scientifico”, il “Fondo Rossi”, costituito da materiale di interesse locale donato da un appassionato e generoso socio, il “Fondo Miscellaneo”, suddiviso in tre settori, Generale, Toscano, Scientifico, costituito da opuscoli, piccole pubblicazioni, dattiloscritti; è presente, inoltre, un fondo costituito da tesi donate alla Biblioteca da studenti del territorio che hanno approfondito temi inerenti al Valdarno.
Occorre citare il “Fondo Manoscritti” recentemente riordinato. A oggi sono oggetto di riordino l'Archivio accademico e la vecchia “Biblioteca Circolante”. Nell'ultimo ventennio è cresciuta anche l'emeroteca, che attualmente è costituita da oltre cento testate di periodici a carattere storico, letterario, naturalistico, artistico, scientifico, antropologico e di cui sono iniziatico spoglio e l'informatizzazione dei vari articoli.
Nella Biblioteca è presente, inoltre, la raccolta del quotidiano La Nazione i cui numeri partono dall'anno di fondazione, il 1859, e proseguono tuttora. A questa si sono aggiunte, negli ultimi anni la raccolta del Il Corriere di Arezzo e del settimanale Metropoli Valdarno, con lo scopo di essere, anche attraverso la conservazione di materiale solitamente di breve vita, custodi di storia e di memoria. La Biblioteca custodisce, inoltre, alcuni numeri di fine XIX – inizio XX secolo de Il Valdarno, periodico di notevole importanza e di non facile reperibilità (non è più edito) e la collezione del giornale La Sementa, inviato ai soldati al fronte nella guerra 1915-18.
Di notevole interesse sono i due erbari ottocenteschi: l'Erbario Corinaldi, completamente restaurato, e l'Erbario Orsini, per il quale è stato approntato un apposito progetto di restauro e di studio.
Da alcuni anni la Biblioteca Poggiana ha aderito al Sistema Bibliotecario Provinciale e alla rete bibliotecaria comunale, al fine di poter mettere in rete i propri cataloghi e facilitare lo studio e la ricerca. In questa ottica è iniziata la catalogazione nel Sistema Bibliotecario Nazionale (S.B.N.) del Fondo Antico.
Nel 2007 il patrimonio si è arricchito di ulteriori 3500 volumi circa, grazie alla donazione da parte del già Presidente prof. Guido Di Pino della sua biblioteca.

## La Biblioteca oggi
La Biblioteca Poggiana custodisce e testimonia l'identità culturale dell'Accademia nella sua vicenda storica, e in particolare esprime tre orientamenti fondamentali: la storia del territorio, l'esperienza storica delle accademie e della cultura ottocentesca, gli studi preistorici inerenti alle discipline relative legati al patrimonio del museo (scienze naturali, preistoria, paleontologia).
Per questo l'organizzazione della Biblioteca risponde soprattutto alle esigenze di alcune particolari categorie di utenti: studenti, studiosi e ricercatori, professionisti interessati alle tematiche di storia del Valdarno e Toscana; lettori e appassionati di storia locale; studenti e appassionati di cultura letteraria specialmente ottocentesca; studenti di scienze naturali o paleontologia.
La nuova biblioteca Poggiana si articola in tre forme di gestione del patrimonio collocate in diversi spazi:
- La Sala Consultazione, che è lo spazio fondamentale della biblioteca e la sezione “aperta” all'incremento. Qui l'utente vi troverà tutto il patrimonio librario sulla storia toscana e di ambito scientifico non conservato nella sala dei fondi antichi; enciclopedie, dizionari ecc.; tutti gli ultimi numeri (o l'annata in corso) delle riviste a cui l'Accademia è abbonata o di cui riceve copia in cambio. Alla sala si accede liberamente e i libri sono collocati a scaffale aperto.
- I Fondi generali che raccolgono tutte le pubblicazioni di ambito letterario e di varia tipologia. Queste si trovano materialmente in scaffali mobili esclusi dall'accesso degli utenti, ma comunque consultabili. Nel medesimo deposito si trovano anche tutte le riviste e il materiale miscellaneo.
- Fondi antichi e speciali rappresentano il nucleo fondamentale dell'Accademia, collocato nella sala grande inserita nel percorso museale. I volumi (chiusi e protetti per preservarne l'integrità) devono essere richiesti all'operatore su prenotazione. Il materiale antico di acquisizione recente (fondo Rotary), insieme all'archivio dell'Accademia e alla collezione di manoscritti, si trova collocato invece presso la sala della presidenza, accessibile solo agli operatori. Nessuna delle pubblicazioni antiche o speciali è disponibile al prestito.

## Patrimonio
- Fondo Antico
- Fondo Toscano
- Fondo Scientifico
- Emeroteca sezione scientifica
- Sezione Miscellanee
- Fondo Generale
- Fondo Manoscritti
- Archivio Storico dell'Accademia valdarnese del Poggio

## Progetti
- Mostre tematiche
- Cicli di incontri Gruppi di lettura
- Didattica
- Biblioteca all'Ospedale Santa Maria alla Gruccia